# Tiberiu Dolniceanu
Tiberiu Dolniceanu (né le 3 avril 1988 à Iași) est un escrimeur roumain pratiquant le sabre.

## Palmarès
- Jeux olympiques
  -  Médaille d'argent de sabre par équipes aux Jeux olympiques d'été de 2012 à Londres

- Championnats du monde d'escrime
  -  Médaille d'or par équipes aux Championnats du monde d'escrime 2009 à Antalya
  -  Médaille d'argent par équipes aux Championnats du monde d'escrime 2013 à Budapest
  -  Médaille de bronze en individuel aux Championnats du monde d'escrime 2014 à Kazan
  -  Médaille de bronze en individuel aux Championnats du monde d'escrime 2013 à Budapest
  -  Médaille de bronze par équipes aux Championnats du monde d'escrime 2010 à Paris

- Championnats d'Europe d'escrime
  -  Médaille d'or de sabre individuel aux Championnats d'Europe d'escrime 2013 à Zagreb
  -  Médaille d'argent de sabre par équipes aux Championnats d'Europe d'escrime 2012 à Legnano
- Coupe du monde d'escrime
  -  Médaille d'argent à Plovdiv en 2013